# Ursula Schuh
Ursula Schuh (12. Juli 1908 in Hamburg – 7. August 1993 in Salzburg) war eine deutsche Malerin und Bühnenbildnerin.

## Leben und Werk
Die Tochter des Philologen Benno Diederich wuchs in Blankenese bei Hamburg auf und studierte in Berlin, Heidelberg, Paris und bei Wassily Kandinsky am Bauhaus Dessau. Sie lebte von 1931 bis 1937 mit Unterbrechungen in Paris, nach ihrer Heirat 1939 mit dem Regisseur Oscar Fritz Schuh in Hamburg übersiedelte sie 1940 nach Wien. Dort fanden ihre ersten Ausstellungen statt.
Von 1945 bis 1947 war sie als Zeichnerin, Bildredakteurin und Kritikerin für die Zeitung Welt am Montag tätig, 1947 war sie an der Gründung des Art Club in Wien beteiligt. 1953 übersiedelte sie nach Berlin, 1958 nach Köln, 1963 nach Hamburg, wo sie als Bühnenbildnerin für die Staatsoper und das Schauspielhaus tätig war. Es folgten Bühnenbilder für die Schwetzinger Festspiele, die Deutsche Oper und die Volksbühne in Berlin, Det Norske Teatret in Oslo und das Schauspielhaus Zürich.
1968 übersiedelte sie mit ihrem Mann nach Großgmain nahe Salzburg. 1970 gründete sie mit ihm das Salzburger Straßentheater, welches sie gemeinsam bis 1984 leiteten.
Ihre Grabstätte befindet sich auf dem Salzburger Kommunalfriedhof.

## Ausstellungen (Auswahl)
- 1942 Neue Galerie, Wien
- 1945 Volkstheater Wien
- 1949 Galerie Wolfgang Gurlitt, Linz
- 1955 Gerd Rosen, Berlin
- 1957 Galleria dell'Ariete, Mailand
- 1961 Wallraf-Richartz-Museum, Köln
- 1962 Residenz Salzburg
- 1966 Hamburger Künstlerclub die insel
- 1983 Galerie Welz, Salzburg

## Bühnenbilder (Auswahl)
- 1964 Der Feuervogel, Staatsoper Hamburg
- 1969 Don Giovanni, Königliche Oper Kopenhagen
- 1979 Rita und Gianni Schicchi, Salzburger Landestheater

## Kataloge
- Gert von der Osten: Ursula Schuh – Gemälde, Handzeichnungen, Graphik
  - 27. Oktober 1961 – 26. November 1961, Wallraf-Richartz-Museum Köln, Bachemdruck Köln, 1961
  - 16. Juli 1962 – 2. September 1962, Residenzgalerie Salzburg 1962 (mit einem Vorwort von Hans Lechner)